# Lot
 Ovo je glavno značenje pojma Lot. Za druga značenja pogledajte Lot (razdvojba).
Lot je prema Knjizi Postanka bio Abrahamov nećak, koji je živio u gradu Sodomi i koji je bio jedini pravednik u gradu. Zbog toga, Bog šalje anđela da spasi njega, njegovu ženu i njegove kćeri, jer je Bog planirao uništiti Sodomu. Prilikom izlaska iz grada, Lotova žena se usprkos anđelovoj zabrani osvrnula vidjeti uništenje Sodome, tada se pretvorila u stup soli.
Prema Bibliji, Lotove kćeri su opile Lota vinom i zanijele s njim, rodivši mu dva sina, koji su dobili imena Moab i Ben-Ami, od kojih vode podrijetlo semitska plemena Moabaca i Amonaca.